# Robert Cornelius
Robert Cornelius (Filadelfia, 1 de marzo de 1809-Filadelfia, 10 de agosto de 1893) fue un empresario estadounidense, pionero en el campo de la fotografía. El autorretrato que realizó en octubre o noviembre de 1839 es considerado el primero de la historia, además del primer retrato fotográfico norteamericano.
Hijo de inmigrantes italianos, Cornelius asistió a una escuela privada cuando era joven, siendo la química su asignatura de más interés. En 1831, comenzó a trabajar para su padre especializándose en chapado de plata y pulido de metales. Llegó a ser muy conocido en su trabajo tanto que, un día, Cornelius fue abordado por Joseph Saxton para solicitarle una placa de plata para poder realizar su daguerrotipo de la Escuela Superior Central en Filadelfia. Este encuentro fue el que despertó el interés de Cornelius en la fotografía.
Ayudado de su propio conocimiento en química y metalurgia, así como el apoyo del químico Paul Beck Goddard, Cornelius intentó perfeccionar el daguerrotipo. En octubre o noviembre de 1839, usando una cámara construida por él mismo a partir de una caja de hojalata con el anteojo de unos gemelos de teatro, Cornelius hizo un retrato de sí mismo fuera de la tienda de su familia. El daguerrotipo le muestra con los brazos cruzados y el pelo despeinado y ligeramente descentrado en la placa.
Aunque se le conoce más por sus retratos, sobre todo de clientes destacados de la sociedad en Filadelfia, un daguerrotipo que realizó de una calle de su ciudad destaca por ser uno de los primeros en usar un espejo para corregir la imagen lateral, ya que los primeros daguerrotipos producían imágenes invertidas lateralmente.
Cornelius operaría dos de los primeros estudios fotográficos de los Estados Unidos entre 1841 y 1843 pero, a medida que la popularidad de la fotografía fue creciendo y más fotógrafos abrieron sus propios estudios, Cornelius perdió interés o se dio cuenta de que podía ganar más dinero en la empresa de alumbrado de gas de su familia, una de las empresas más importantes del país en este sector.